# (5654) Terni
(5654) Terni ist ein Asteroid des Hauptgürtels, der am 20. Mai 1993 vom italienischen Amateurastronomen Antonio Vagnozzi am Santa Lucia Stroncone-Observatorium (IAU-Code 589) entdeckt wurde.
Der Himmelskörper wurde nach der Stadt Terni in der italienischen Region Umbrien benannt.